# Surfonds
Surfonds là một xã trong tỉnh Sarthe ở tây bắc nước Pháp. Xã này nằm ở khu vực có độ cao từ 79-144 mét trên mực nước biển.